# Consejo de Representantes de Baréin
El Consejo de Representantes (Majlis al-Nuwwab), a veces traducido como "Cámara de Diputados", es el nombre que recibe la cámara baja de la Asamblea Nacional de Baréin, el órgano legislativo nacional de Baréin. 
El Consejo fue creado por la Constitución de Baréin de 2002 y está compuesto por cuarenta miembros elegidos por sufragio universalpor períodos de cuatro años de distritos electorales de un solo miembro utilizando un sistema de dos rondas, con una segunda ronda de los dos mejores candidatos si ningún candidato recibe el 50% de los votos en la primera ronda. Los votantes y candidatos deben ser ciudadanos o ciudadanas baraníes y tener al menos 20 años de edad. Los no ciudadanos, principalmente trabajadores migrantes de India, Bangladés y Pakistán, que emigraron a Baréin en las últimas décadas, representan más de la mitad de la población de Baréin.
Los cuarenta escaños del Consejo de Representantes, junto con los cuarenta escaños del Consejo Consultivo designados por el rey, forman la Asamblea Nacional de Baréin. 
Las últimas elecciones para elegir al Consejo fueron las elecciones generales de Baréin de 2018, celebradas el 24 de noviembre de 2018 en la primera vuelta y el 1 de diciembre en la segunda vuelta. Tras las elecciones, Fawzia Zainal fue elegida presidenta del Consejo el 12 de diciembre de 2018, siendo la primera mujer que preside el Consejo en su historia. 

## Historia
La primera elección en virtud de la Constitución de 2002 fue las elecciones generales de Baréin de 2002, que fue boicoteada por el partido islamista chií Al Wefaq, el partido político más grande del país, así como la Sociedad Nacional de Acción Democrática de izquierda, la Sociedad Nacional de Concentración Democrática y los radicales islamistas chiíes de la Sociedad de Acción Islámica. Denunciaron que la Constitución de 2002 otorga demasiado poder al Consejo Consultivo no elegido y exigían una reforma de la constitución. Aunque todos los candidatos se postularon como independientes debido a la prohibición de los partidos políticos, seis grupos políticos obtuvieron representación en el Consejo de Representantes. El Foro Islámico y al Asalah obtuvo seis escaños, Rabita al-Islami ganó tres escaños, la Sociedad Shura y la Asamblea Nacional Democrática obtuvieron dos escaños, mientras que al Meethaq ganó uno.
En las elecciones generales de Baréin de 2006, los cuatro partidos que boicotearon las elecciones de 2002 presentaron candidatos. Para afrontar el desafío planteado por Al Wefaq, los dos principales partidos islamistas sunitas, el salafista Asalah y la Sociedad Islámica Al-Menbar, afiliada a los Hermanos Musulmanes, acordaron formar una coalición para maximizar sus votos. En las elecciones, Al Wefaq ganó 17 escaños, Al-Menbar ganó 7 escaños y Asalah ganó 5 escaños. Los independientes ganaron 11 escaños. 
En las elecciones generales de Baréin de 2010, Al Wefaq ganó 18 escaños, Al-Menbar ganó 2 escaños y Asalah ganó 3 escaños. Los independientes ganaron 17 escaños. Dos meses después, las protestas de la Primavera Árabe que comenzaron en Túnez, se extendieron a Baréin en febrero de 2011 dando inicial a la rebelión de Baréin también denominada de las Perlas por el nombre de la plaza central en la que se manifestaron. En una brutal represión, respaldada por 1.500 soldados de Arabia Saudita y los Emiratos Árabes Unidos, dado que Baréin forma parte del acuerdo de seguridad del golfo denominado Fuerza del Escudo de la Península, el gobierno despejó el principal centro de protesta, la plaza de la Perla . Los 18 miembros de Al-Wefaq dimitieron del Consejo en protesta por las acciones gubernamentales durante el levantamiento y el partido fue prohibido temporalmente. Los escaños vacantes fueron ganados por independientes en las elecciones de 2011. 
En las elecciones generales de Baréin de 2014, Al Wefaq volvió a boicotear las elecciones. Los independientes ganaron 37 escaños y los islamistas sunitas perdieron dos de sus cinco escaños. El número de parlamentarios chiitas se redujo a 14 como resultado del boicot de Al-Wefaq. 
En las elecciones generales de Baréin de 2018, a Al-Wefaq y al secular Waad se les prohibió presentar candidatos, lo que provocó nuevos llamamientos al boicot. Un tribunal había prohibido Al Wefaq en 2016 por "encubrimiento de terrorismo", incitar a la violencia y alentar manifestaciones que amenazaban con desencadenar luchas sectarias. Según la televisión de propiedad saudí Al Arabiya y el informe de los medios impresos internacionales, el tribunal más alto de Baréin disolvió Al Wefaq y confiscó los fondos del grupo en julio de 2016 Waad fue prohibido por cargos de terrorismo en junio de 2017 En la elección, los independientes obtuvieron 35 escaños, Al Asalah ganó 3 escaños y la Tribuna Democrática Progresista (al-Minbar, sucesor del Frente de Liberación Nacional - Baréin) ganó 2 escaños.

## Mujeres en el Consejo de Representantes
La primera mujer, Lateefa Al Gaood, fue elegida en 2006 después de una candidatura fallida en 2002, cuando se celebraron las primeras elecciones tras una pausa de tres décadas y la promulgación de una constitución en 2002 que permitía a las mujeres votar y postularse. 
Lateefa y otras tres mujeres fueron legisladoras en el parlamento de 2010-2014. El número se redujo a tres en la legislatura 2014-2018, pero alcanzó un número récord de seis en la nueva legislatura iniciada en 2018 en la que además Fawzia Zainal fue elegida presidenta de la cámara siendo la primera mujer en elegir este puesto. Previamente, el 19 de abril de 2005 Alees Thomas Samaan presidió el Consejo de la Shura , la cámara consultiva cuyos miembros son elegidos directamente por el rey, de manera coyuntural por la ausencia del presidente de la cámara haciendo historia en el mundo árabe por ser la primera mujer en presidir una cámara en el mundo árabe pero fue de manera circunstancial y no electa.

## Papel en el gobierno

### Poderes legislativos
Según la constitución, el Consejo de Representantes puede proponer enmiendas constitucionales, legislación, aceptar o rechazar decretos de ley. 

### Vigilancia
Según la constitución, el Consejo de Representantes puede expresar sus deseos con respecto a asuntos públicos, interrogar a los ministros del gabinete por escrito o personalmente, presentar un voto de censura contra los ministros del gabinete, un voto de censura en el primer ministro se denomina "moción de no cooperación". 

### Moción de no cooperación
Una moción de no cooperación contra el primer ministro solo puede convocarse si al menos diez miembros del Consejo de Representantes presentan una solicitud. En la votación se requiere una mayoría simple para ser aprobada. El consejo delibera y luego tiene otro voto para aprobar una moción de no cooperación. La moción requiere una mayoría de dos tercios para ser aprobada. Si se aprueba, queda a discreción del rey relevar al primer ministro de su cargo y nombrar un nuevo gabinete o disolver el Consejo de Representantes.
Antes de la enmienda de la constitución en 2012, una moción de no cooperación requería una mayoría de dos tercios del Consejo de Representantes para presentar una solicitud. La Asamblea Nacional de Baréin entera , compuesta por ambas cámaras, debería reunirse para votar una moción de no cooperación. Se requería una mayoría de dos tercios para aprobar una moción de no cooperación.
Hasta la fecha, el Consejo de Representantes no ha presentado una moción de no cooperación. 

## Demostración de autoridad
En marzo de 2012, el Consejo de Representantes, por primera vez desde su establecimiento en 2002, votó a favor de rechazar un decreto real emitido por el rey Hamad bin Isa Al Khalifa . El decreto tenía como objetivo aumentar la participación del gobierno en los ingresos de Tamkeen, el fondo laboral del país, del 20% al 50%.

## Comisión Electoral
El jeque Khaled bin Ali al-Khalifa, ministro de Justicia, también preside la comisión electoral. 